# 熊野前駅
熊野前駅（くまのまええき）は、東京都荒川区東尾久にある、東京都交通局日暮里・舎人ライナーの駅。
本項目では、近接する都電荒川線（東京さくらトラム）の停留場である熊野前停留場（くまのまえていりゅうじょう）についても説明する。

## 利用可能な鉄道路線
- 東京都交通局
  -  日暮里・舎人ライナー - 駅番号はNT 04[1]。東京都荒川区東尾久五丁目12に所在。
  -  都電荒川線（東京さくらトラム） - 駅番号はSA 09[1]。三ノ輪橋方面ホームが東京都荒川区東尾久六丁目52に、早稲田方面ホームが東京都荒川区東尾久三丁目37-6に所在。

## 歴史
- 1913年（大正2年）4月1日：王子電気軌道三ノ輪（現・三ノ輪橋） - 飛鳥山下（現・梶原）間開業時に熊ノ前停留場が開業。
  - 「熊野前」の由来は、電停北側に存在した「熊野神社」にちなむ。この神社は王子電気軌道開通前の1878年（明治11年）に八幡神社へ合祀され現存しないが[2]、周辺商店街などに名を残している。
- 1939年（昭和13年）4月27日：王電熊ノ前停留場（おうでんくまのまえていりゅうじょう）に改称。
- 時期不詳：熊野前停留場に改称。
- 1942年（昭和17年）2月1日：王子電気軌道の東京市への事業譲渡により、東京市電（現・東京都電車）の停留場となる。
  - 当時は当停留場が荒川線の起点であり、三ノ輪橋方面は三河島線であったが、後に三河島線は荒川線に統合された。
- 2008年（平成20年）3月30日：日暮里・舎人ライナーの駅が開業[3][4]。
- 2017年（平成28年）3月26日：都電の停留場に副名称「首都大学東京荒川キャンパス前」（現：「東京都立大学荒川キャンパス前」）が設定される[5]。

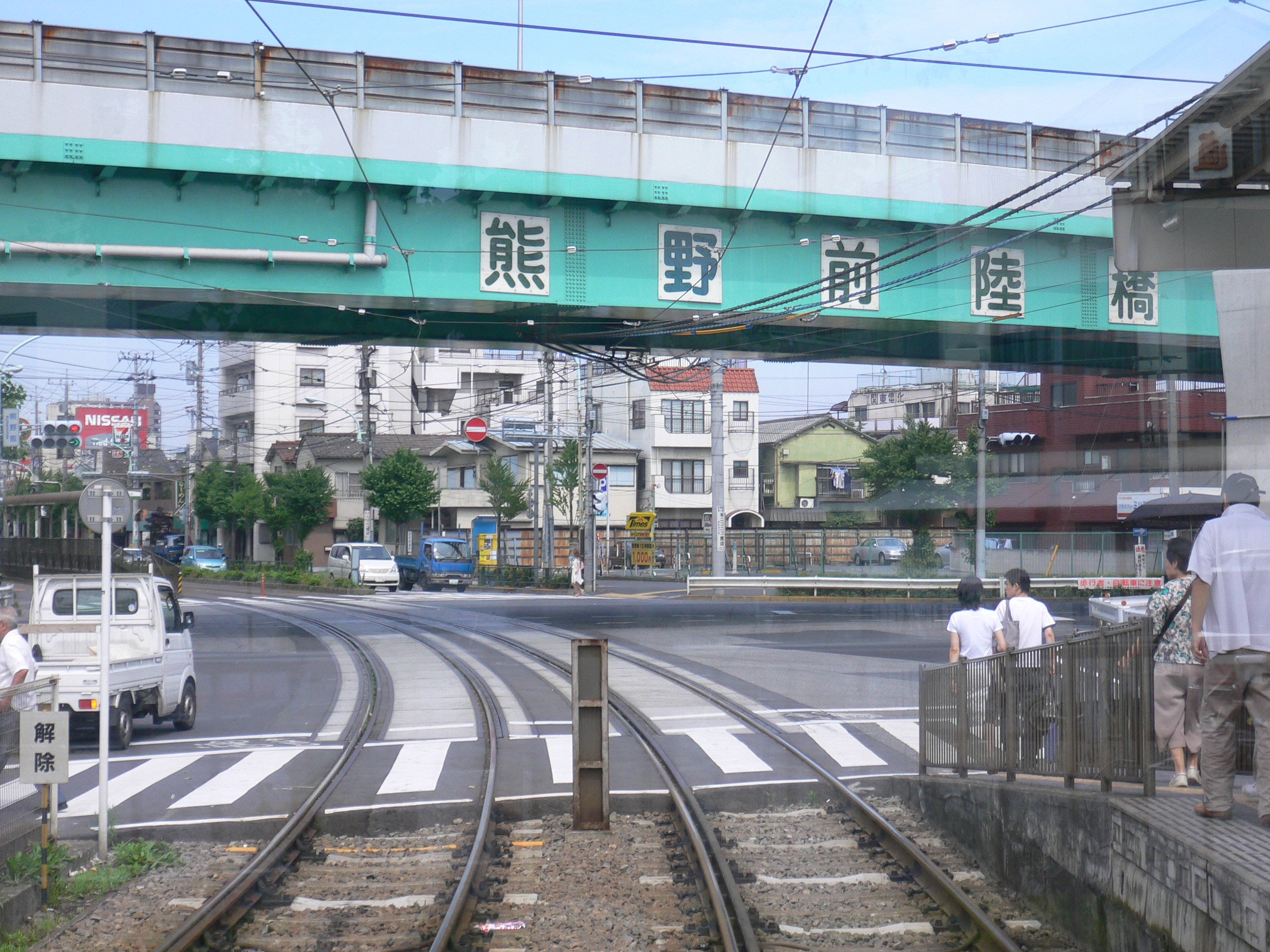
2005年6月当時の熊野前停留場 横に延びるのが尾久橋通りの熊野前陸橋、それと並行して日暮里・舎人ライナーが建設されている
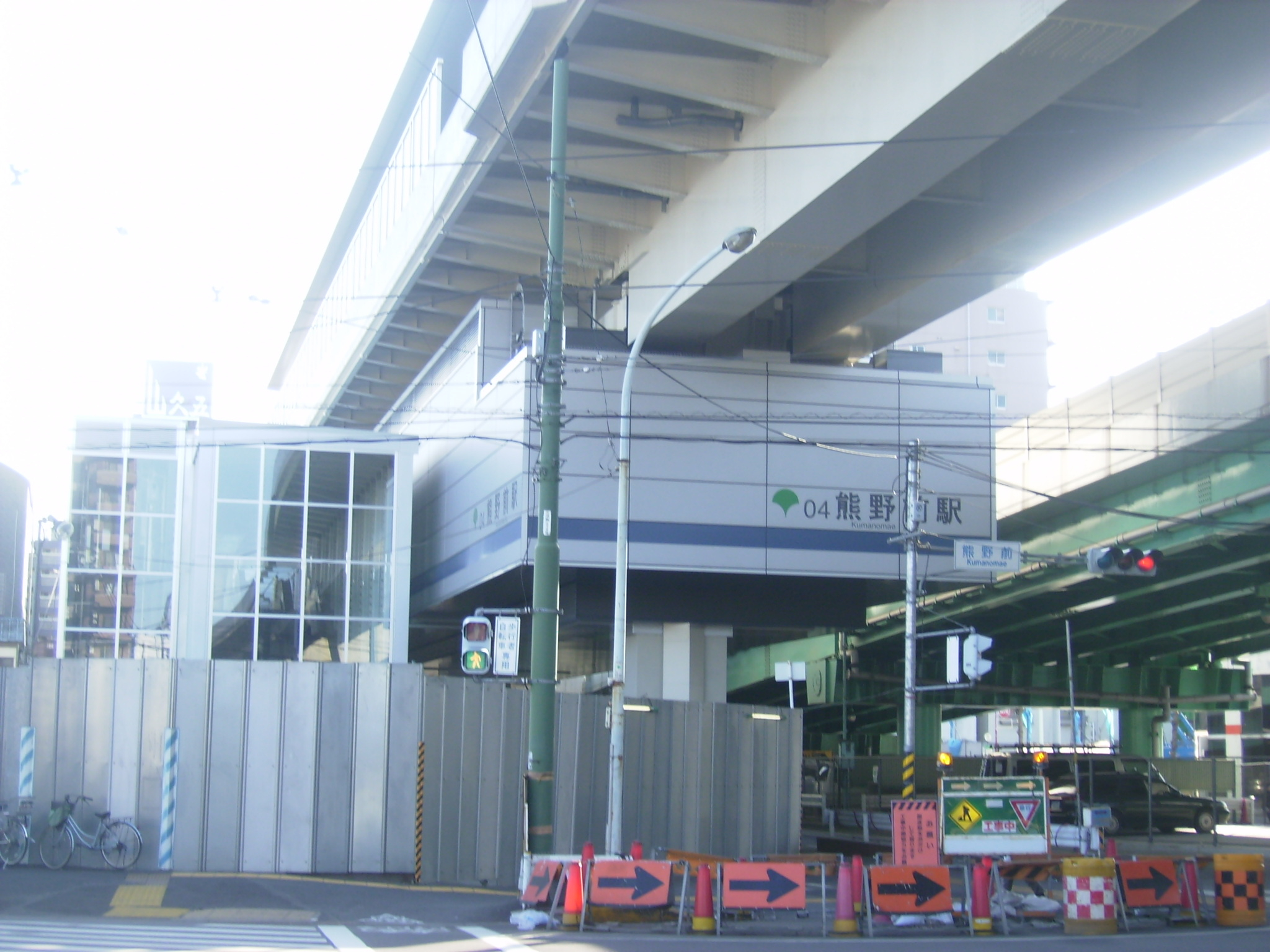
開業間近の日暮里・舎人ライナー熊野前駅（2008年1月）

## 駅構造

### 日暮里・舎人ライナー
島式ホーム1面2線を持つ高架駅である。尾久橋通りにある熊野前陸橋の東隣に位置する。足立小台方に非常用の渡り線がある。

#### のりば
| 番線 | 路線                 | 行先               |
| ---- | -------------------- | ------------------ |
| 1    | 日暮里・舎人ライナー | 見沼代親水公園方面 |
| 2    | 日暮里・舎人ライナー | 日暮里方面         |

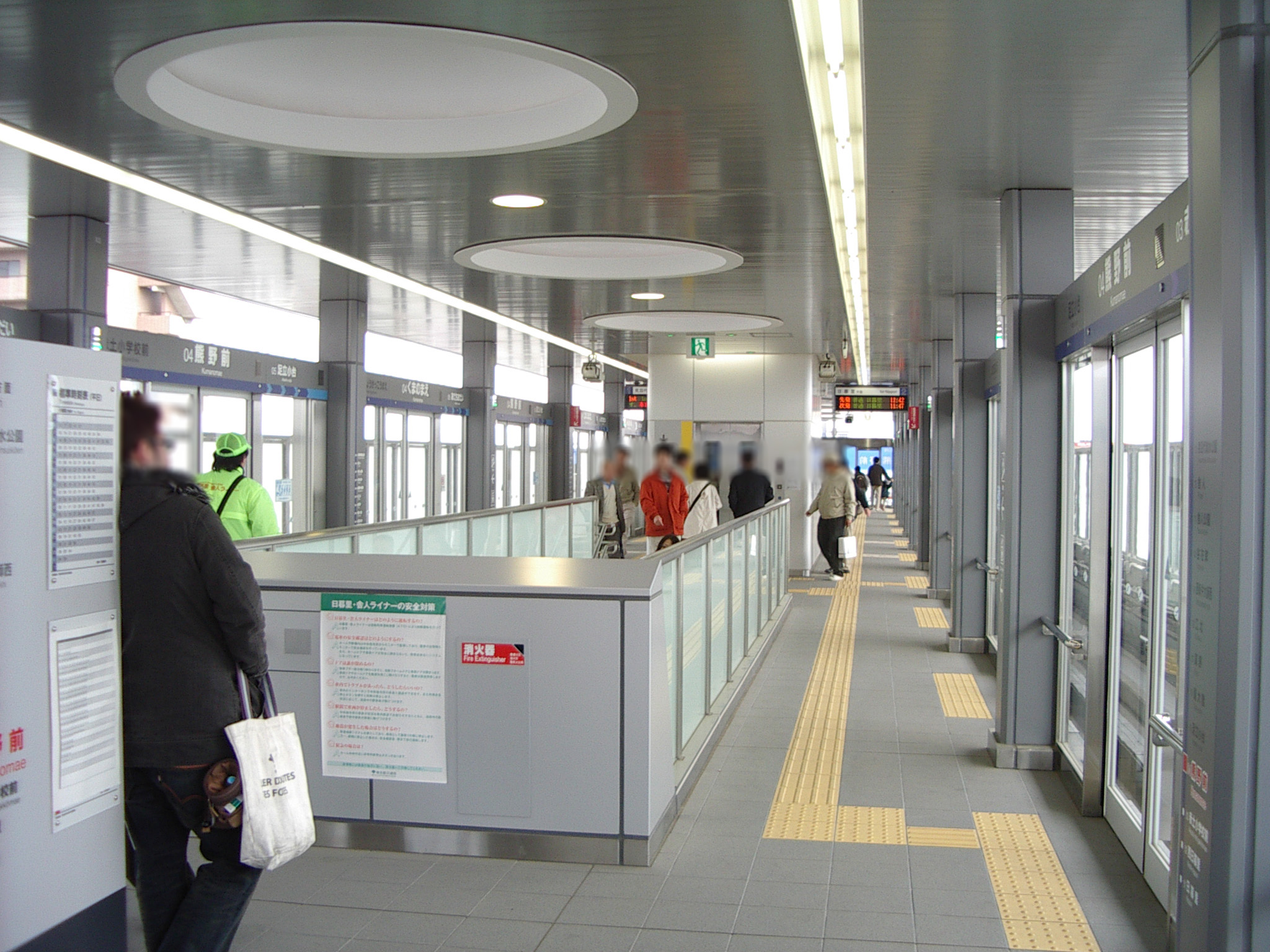
ホーム（2008年3月）
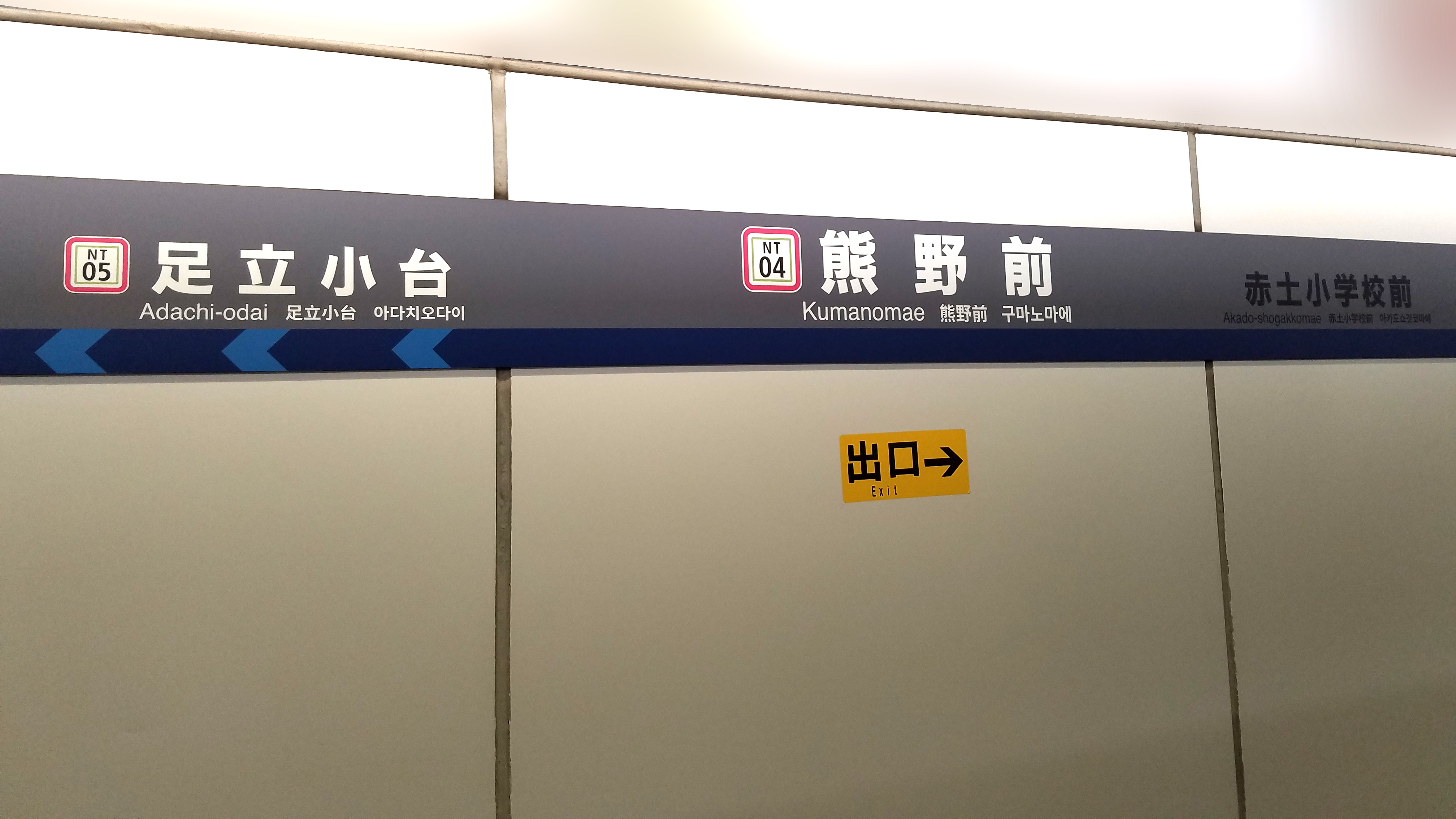
1番線の駅名標（2021年7月）

### 都電荒川線
相対式ホーム2面2線の地上駅である。プラットホームは上りと下りで離れていて、尾久橋通りを挟んだ反対側にある。下りホームは道路上にある。
| 乗車ホーム | 路線                            | 方向 | 行先         |
| ---------- | ------------------------------- | ---- | ------------ |
| 北側       | 都電荒川線 （東京さくらトラム） | 上り | 三ノ輪橋方面 |
| 南側       | 都電荒川線 （東京さくらトラム） | 下り | 早稲田方面   |

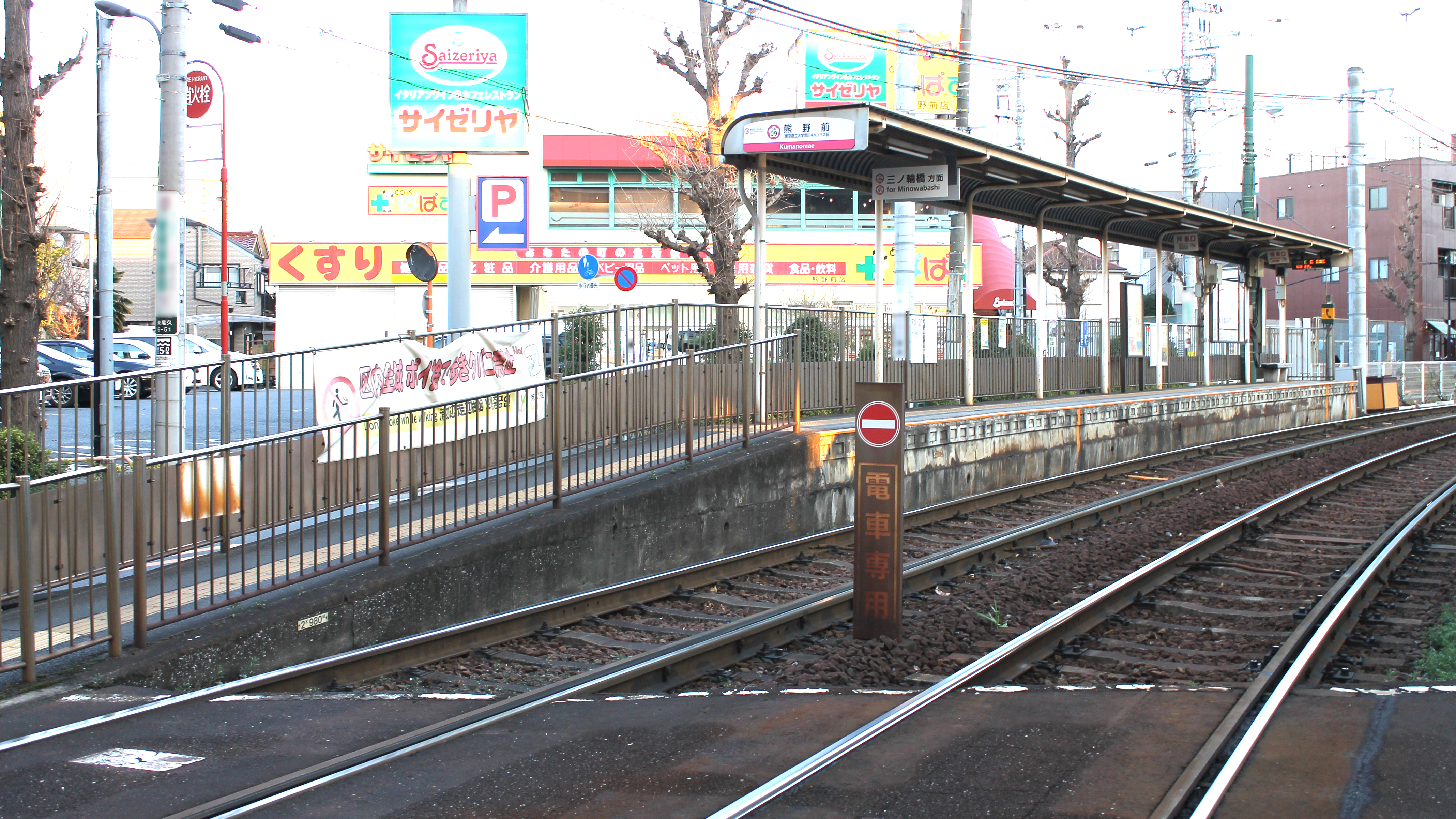
三ノ輪橋方面ホーム（2021年1月）
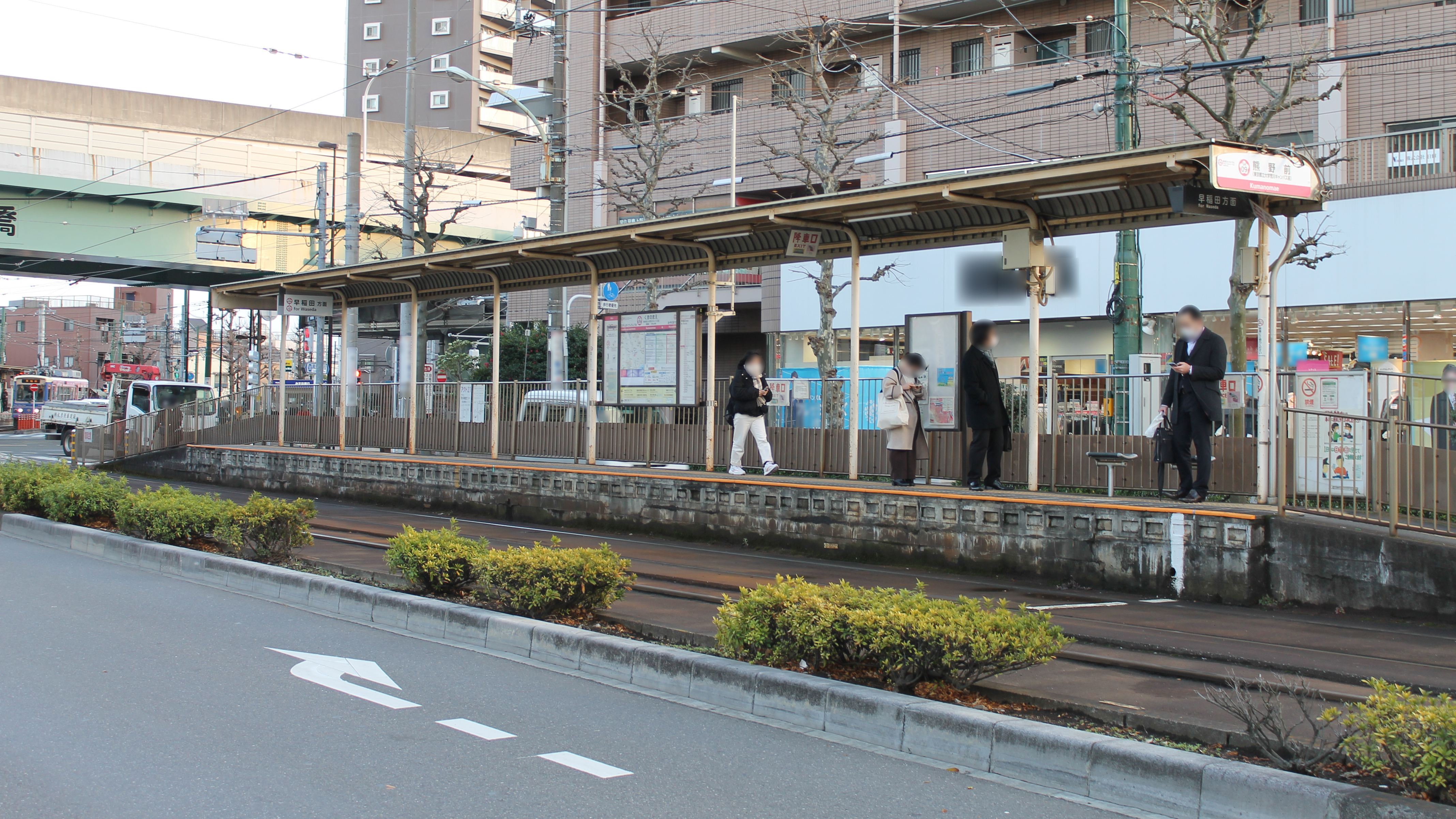
早稲田方面ホーム（2021年1月）

## 利用状況
- 日暮里・舎人ライナー - 2023年度の1日平均乗降人員は8,714人（乗車人員：4,439人、降車人員：4,275人）である[都交 1]。
- 都電荒川線 - 2020年度の1日平均乗降人員は3,923人である[8]。

日暮里・舎人ライナーの開業以来の1日平均乗降・乗車人員の推移は下表の通りである。
| 年度               | 1日平均 乗降人員 | 1日平均 乗車人員 | 出典     |
| ------------------ | ---------------- | ---------------- | -------- |
| 2007年（平成19年） |                  | 4,608            | [ * 1 ]  |
| 2008年（平成20年） | 5,793            | 2,991            | [ * 2 ]  |
| 2009年（平成21年） | 6,761            | 3,471            | [ * 3 ]  |
| 2010年（平成22年） | 7,110            | 3,642            | [ * 4 ]  |
| 2011年（平成23年） | 7,073            | 3,619            | [ * 5 ]  |
| 2012年（平成24年） | 7,011            | 3,596            | [ * 6 ]  |
| 2013年（平成25年） | 7,433            | 3,814            | [ * 7 ]  |
| 2014年（平成26年） | 7,870            | 4,028            | [ * 8 ]  |
| 2015年（平成27年） | 8,467            | 4,336            | [ * 9 ]  |
| 2016年（平成28年） | 8,934            | 4,575            | [ * 10 ] |
| 2017年（平成29年） | 9,532            | 4,868            | [ * 11 ] |
| 2018年（平成30年） | 9,722            | 4,968            | [ * 12 ] |
| 2019年（令和元年） | 9,677            | 4,949            | [ * 13 ] |
| 2020年（令和02年） | 7,453            | 3,787            |          |
| 2021年（令和03年） | 7,874            | 3,998            |          |
| 2022年（令和04年） | 8,259            | 4,208            |          |
| 2023年（令和05年） | 8,714            | 4,439            |          |

備考
1. ↑  2008年3月30日開業。開業日から同年3月31日までの計2日間を集計したデータ[12]。

## 駅周辺
- 東京都道・埼玉県道58号台東川口線（尾久橋通り）
- 尾久の原公園
- 北豊島中学校・高等学校
- 東京都立大学荒川キャンパス（健康福祉学部）

- ADEKA本社・研究所（旧・旭電化）
- はっぴいもーる熊野前（商店街）
- 池田荘（『トリック (テレビドラマ)』の登場人物・山田奈緒子の自宅）

### バス路線
尾久橋通り上に存在する熊野前停留所が最寄りバス停である。
- 都営バス
  - 端44：北千住駅前行 / 駒込病院前行
  - 里48：見沼代親水公園駅前行・江北六丁目団地前行 / 日暮里駅前行（平日のみ運行）
  - 里48-2：加賀団地（循環）・加賀行 / 日暮里駅前行

里48系統・里48-2系統は北隣の尾久橋停留所も至近である。

## 隣の駅
東京都交通局
 日暮里・舎人ライナー
赤土小学校前駅 (NT 03) - 熊野前駅 (NT 04) - 足立小台駅 (NT 05)
 都電荒川線（東京さくらトラム）
東尾久三丁目停留場 (SA 08) - 熊野前停留場 (SA 09) - 宮ノ前停留場 (SA 10)